# Tipula (Lunatipula) transcaspica
Tipula (Lunatipula) transcaspica is een tweevleugelige uit de familie langpootmuggen (Tipulidae). De soort komt voor in het Palearctisch gebied.